# Aspidium morlae
Aspidium morlae là một loài thực vật có mạch trong họ Dryopteridaceae. Loài này được (Sodiro) Ching miêu tả khoa học đầu tiên năm 1941.